# LVF – Marco Polo bis Poleni
Die LVF – Marco Polo bis Poleni waren Dampflokomotiven der Lombardisch-venetianische Ferdinands-Bahn (LVF), einer privaten Bahngesellschaft Österreich-Ungarns.
Die vier Lokomotiven wurden von der Maschinenfabrik der Wien–Gloggnitzer Bahn 1847 an die LVF geliefert.
Sie erhielten die Namen „MARCO POLO“, „SCALIGERO“, „BERICO“ und „POLENI“.
Die Südbahngesellschaft (SB) übernahm diese Loks in ihren Bestand als Reihe 23 I.
1867 kamen die vier Lokomotiven zur Strade Ferrate Alta Italia (SFAI), die ihnen die Nummern 801–804 zuwies und sie 1872 verkaufte.
Einer historisch nicht mehr beweisbaren Hypothese zufolge sind diese vier Lokomotiven identisch mit den unter WRB – Fahrafeld bis Felixdorf beschriebenen.
Wenn diese Hypothese korrekt ist, hätte es auch 1A1-Maschinen desselben Namens gegeben, die von der Maschinenfabrik der Wien–Gloggnitzer Bahn 1847 gemeinsam mit den unter LVF – Adda bis Alpone beschriebenen an die LVF geliefert wurden.
Nach deren Ausmusterung vor 1862 hätten die hier beschriebenen Maschinen die Namen in Zweitbesetzung erhalten, nachdem sie von der SB ins italienisch-südtiroler Netz versetzt worden waren.